# Pareucephalacris uniformis
Pareucephalacris uniformis är en insektsart som beskrevs av Marius Descamps 1976. Pareucephalacris uniformis ingår i släktet Pareucephalacris och familjen gräshoppor. Inga underarter finns listade i Catalogue of Life.